# Biblioteka Narodowa Kuby José Martí
Biblioteka Narodowa Kuby (hiszp. Biblioteca Nacional de Cuba José Martí) – biblioteka narodowa Kuby.

## Historia
Biblioteka rozpoczęła działalność 18 października 1901 roku w Castillo de la Fuerza. Pierwszym dyrektorem został Domingo Figarola Caneda (1852–1926), który podarował 300 woluminów z prywatnej kolekcji.
W 1902 roku biblioteka została przeniesiona do budynku Antigua Maestranza de Artillería i podlegała Departamento de Instrucción Pública. Od 1909 roku, dzięki pozyskaniu małej prasy drukarskiej biblioteka wydaje pismo „Revista de la Biblioteca Nacional José Martí”. W 1936 roku historyk Emilio Roig de Leuchsenring założył Sociedad Amigos de la Biblioteca Nacional (Towarzystwo Przyjaciół Biblioteki Narodowej). W 1949 roku Junta de Patronos (Rada Nadzorcza) z inicjatywy kubańskiego naukowca Fernando Ortiza nadała bibliotece imię José Martí.
Biblioteka Narodowa zarządza siecią bibliotek publicznych. W 1962 roku powstała szkoła dla bibliotekarzy, nazwana później: Escuela de Técnicos de Bibliotecas (Szkołą Techników Bibliotecznych).

## Zbiory
W 1960 roku podjęto decyzję o przeniesieniu do Biblioteki Narodowej zbiorów wydanych przed 1902 rokiem, a znajdujących się w Biblioteca de la Sociedad Económica de Amigos del País (Bibliotece Towarzystwa Ekonomicznego) uzupełniając w ten sposób jej zasoby.
Dekretem nr 3387 z 17 marca 1964 roku wprowadzono obowiązek przekazywania do Biblioteki 3 egzemplarzy wszystkich publikacji wydanych w kraju. Obowiązek ten utrzymało obecnie obowiązujące zarządzenie Decreto 265 del 20 de mayo de 1999 (Depósito Legal de la bibliografía cubana) z 20 maja 1999 roku.
W 2012 roku zbiory liczyły 1 248 000 woluminów książek i 85 316 gazet.

## Budynek
W 1941 roku na mocy ustawy Financiamiento para la elaboración de parte de la zafra de 1941 z podatku wynoszącego pół centavo od worka cukru rozpoczęto zbieranie pieniędzy na budowę nowego budynku dla Biblioteki. W 1943 roku decyzją prezydenta przekazano plac pod budowę , a plan budynku przygotowali Evelio Govantes i Félix Cabarrocas. Kamień węgielny został wmurowany w 99 rocznicę urodzin patrona 28 stycznia 1952 roku. Budowa została ukończona w latach 1955–1957. Otwarcie miało miejsce 21 lutego 1958 roku. 
Główne wejście podkreśla portyk z czerwonego granitu i trawertynu. Drzwi z anodowanego aluminium oraz witraż z głową Minerwy otoczoną znakami zodiaku nad wygrawerowanym w srebrze imieniem José Marti zostały zamówione w galerii Auguste Laboureta w Paryżu. Westybul wysoki na 12 metrów (2 piętra budynku) nakryty kopułą z świetlikiem wykonała francuska firma Galeria Dabounet.
Budynek ma siedemnaście pięter. Na najwyższych umieszczono magazyny książek, czasopism i innych dokumentów, natomiast najniższe piętra służą czytelnikom. Czytelnie nazwane są imionami znanych Kubańczyków między innymi: Wifredo Lama, etnografa Fernando Ortiza, bibliotekarzy: Domingo Figarola Caneda i Marii Teresy Freyre de Andrade, matki José Martí Maríi Teresy Freyre de Andrade, historyka i dziennikarza Antonio Bachiller y Moralesa oraz Aleksandra Puszkina.
Komunikację pomiędzy piętrami umożliwiają dwie windy, cztery klatki schodowe i cztery windy towarowe.